# 罗朗库尔
罗朗库尔（法語：Rollancourt，法語發音：[ʁɔlɑ̃kuʁ]）是法国上法兰西大区加来海峡省的一个市镇，属于蒙特勒伊区。

## 地理
罗朗库尔（50°24'28"N, 2°7'20"E）面积11.59 平方千米，位于法国上法蘭西大區加来海峡省，该省份为法国北部沿海省份，西北濒北海，南至索姆省，东临北部省。
与罗朗库尔接壤的市镇（或旧市镇、城区）包括：贝阿朗库尔、欧希莱塞丹、泰努瓦斯河畔布朗日、布兰热勒、弗雷努瓦、安库尔、旧埃丹。

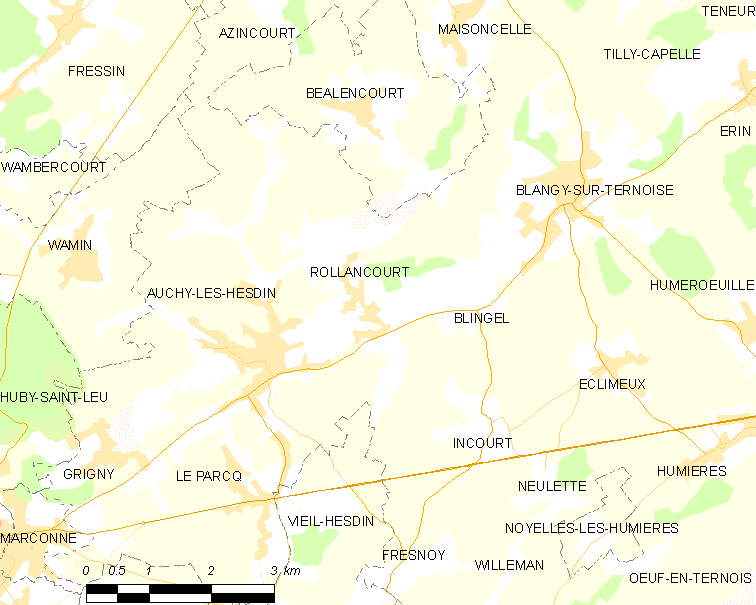
罗朗库尔的OSM定位图

罗朗库尔的时区为UTC+01:00、UTC+02:00（夏令时）。

## 行政
罗朗库尔的邮政编码为62770，INSEE市镇编码为62719。

## 政治
罗朗库尔所属的省级选区为欧克西堡县。

## 人口

1962-2008年间罗朗库尔人口变化图示

罗朗库尔于2022年1月1日时的人口数量为273人。